# Pallisentis (Pallisentis)
Pallisentis (Pallisentis) is een ondergeslacht in de taxonomische indeling van de haakwormen, ongewervelde en parasitaire wormen die meestal 1 tot 2 cm lang worden. De worm komt uit het geslacht Pallisentis en behoort tot de familie Quadrigyridae. Pallisentis (Pallisentis) werd in 1928 beschreven door Harley Jones Van Cleave.